# Robinet flottant
Pour les articles homonymes, voir robinet.

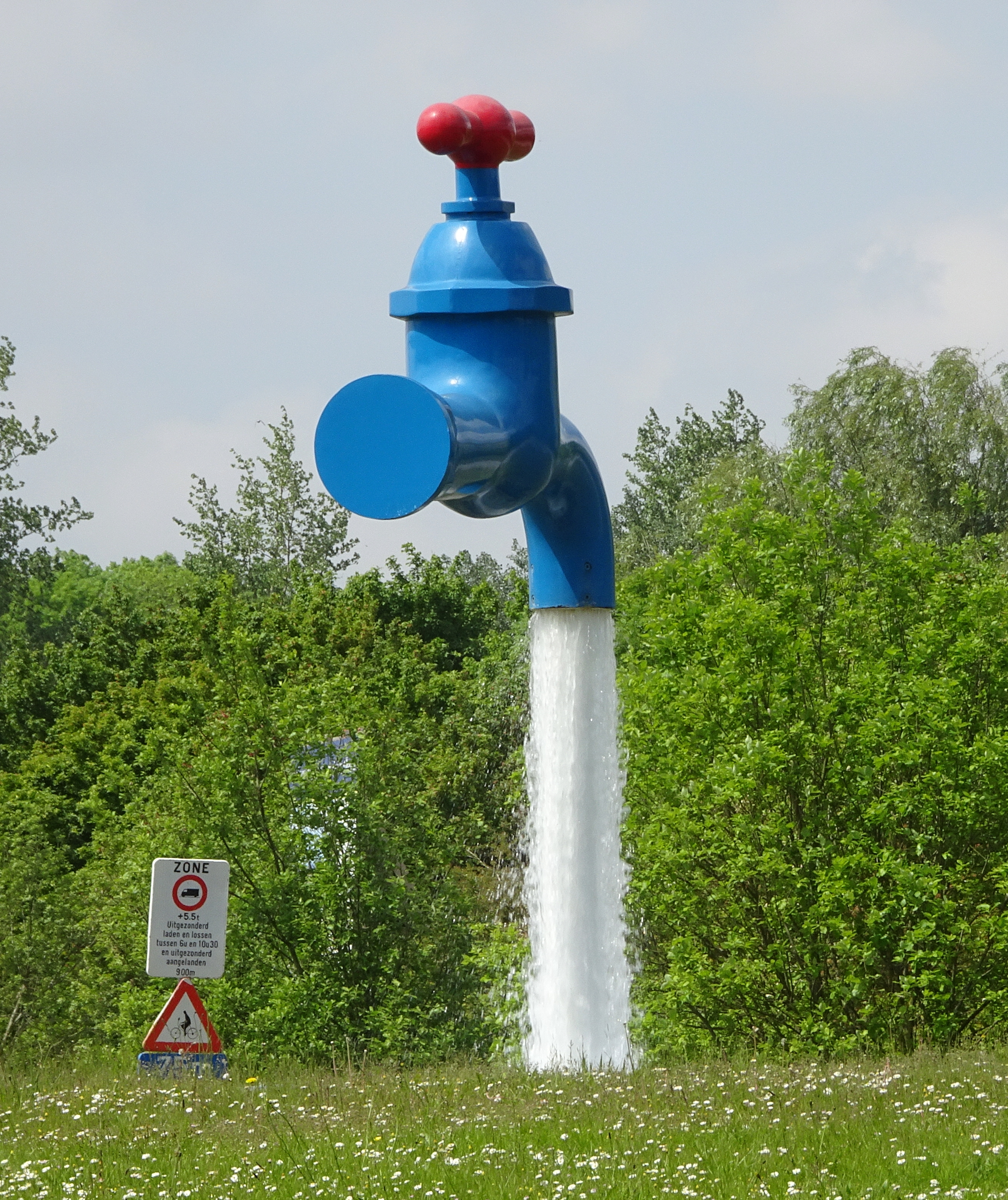
Un exemple de « robinet flottant » à Zillebeke, Belgique.

Un robinet flottant est un type de fontaine.

## Description
Ce genre de fontaine consiste en une sculpture de robinet, à grande échelle, qui semble léviter au-dessus d'un bassin, suspendu sur la colonne eau qui s'en écoule. La fontaine donne l'illusion que l'eau ne provient de nulle part, la zone typiquement dévolue à l'alimentation du robinet étant ici vide.
En pratique, le robinet est soutenu par un tube vertical qui l'alimente en eau. Celle-ci est alors redistribuée sur les côtés, créant une colonne d'eau. Cette colonne entoure complètement le tube et le cache à la vue du spectateur.

## Exemples
Des exemples de robinets flottants sont visibles dans plusieurs lieux :
- Belgique : Ypres
- Canada : 
  - Piedmont[2]
  - Grand Bend (en), Aquafest
- Espagne :
  - El Puerto de Santa María, Aqualand
  - Olivence
  - Minorque : Santa Galdana
- France : Salbris
- Italie : Turin
- Israel : Ramat Gan, Ayalon Mall (en)